# Халіфа бін Хамад Аль Тані
Халіфа бін Хамад Аль Тані (араб. خليفة بن حمد آل ثاني; 17 вересня 1932, Ер-Райян — 23 жовтня 2016) — 2-й емір Катару з династії Аль Тані (22 лютого 1972 — 27 червня 1995), четвертий син Хамада бін Абдаллаха (1896–1948), спадкоємця престолу (1935–1948), й онук хакіма Катару Абдалли бін Джасіма Аль Тані (1913–1949).

## Біографія
У 1957 році катарський шейх Алі бін Абдалла Аль Тані (1949–1960) призначив свого племінника Халіфа бін Хамада міністром освіти, пізніше він став міністром фінансів. У 1960 році емір Алі бін Абдалла відмовився від влади на користь свого сина Ахмада (1960–1972). 24 жовтня 1960 Халіфа був проголошений спадкоємцем престолу. Емір Ахмад бін Алі багато часу проводив за кордоном, витрачаючи гроші в європейських і ліванських казино. Тому фактичним правителем держави став його двоюрідний брат Халіфа бін Хамад. Саме він займався реформуванням Катару. У 1961–1968 роках було прийнято близько ста нових законів. Були створені міністерства, організована Рада міністрів, стали функціонувати цивільні суди.
У 1964 році був заснований Національний банк Катару. У квітні 1970 року вступила в дію поміркована конституція. Влада еміра залишалася нічим не обмеженою, проте при ньому створювалася Консультаційна рада з дорадчими функціями. У травні того ж року Халіфа ібн Хамад був призначений першим прем'єр-міністром Катару.
1 вересня 1971 була проголошена незалежність Катарського емірату від Великої Британії. 22 лютого 1972 прем'єр-міністр шейх Халіфа бін Хамад, отримавши підтримку армії і сил безпеки, оголосив, що емір Ахмад бін Алі, який знаходився за кордоном, позбавлений влади і проголосив себе новим еміром.
Новий емір Халіфа бін Хамад зробив ряд кроків з модернізації та деякої демократизації системи державного управління. Він передав у державну казну частину доходів від нафти, яка раніше виділялась особисто йому. Було підвищено заробітну плату робітникам і службовцям.
У середині 1970-х років шляхом укладення договорів з іноземними нафтовидобувними компаніями, емір домігся переходу контролю над нафтовидобутком в руки держави. У 1972 році була заснована національна нафтова компанія, яка встановила до 1977 року повний контроль над іноземними нафтовидобувними компаніями, що діяли в країні.
У 1970-х роках столиця емірату — Доха — піддалася майже повному переплануванню і перетворилася на сучасне місто. Уздовж асфальтованих широких вулиць простяглися ряди будинків з бетону і скла. Столиця була повністю електрифікована і оснащена розгалуженою телефонною мережею.
У липні 1989 року кабінет міністрів, що складався з 15 міністрів, було в перший раз реорганізовано, було замінено більшість попередніх міністрів. У вересні 1992 року емір Халіфа вдруге реорганізував кабінет міністрів, розширивши його до 17 міністрів.
Крім нафти, Катар володіє величезними запасами природного газу. У 1997 році почалася розробка розташованого в море одного з найбільших в світі родовищ природного газу Північне (частково належить Ірану), яке містить близько 15 % знайдених світових запасів природного газу.

## Переворот
У червні 1995 року за підтримки інших членів сім'ї, поки емір Халіфа ібн Хамад перебував у закордонному відрядженні в Швейцарії, його син і престолонаслідник Хамад бін Халіфа стає верховним главою держави Катар. З 1995 по 2004 рік Халіфа ібн Хамад проживав у вигнанні у Франції і повернувся на батьківщину лише в 2004 році.